# Вачи, Леонид Дюлович
Леонид Дюлович Вачи (укр. Леонід Дюлович Вачі; род. 12 сентября 1930, Москва, СССР) — советский и украинский звукорежиссёр.

## Биография
Леонид Дюлович Вачи родился 12 сентября 1930 года в Москве.
В 1954 году окончил Киевский институт киноинженеров.
С 1957 года — звукорежиссёр Киевской киностудии им. А. П. Довженко.
Член Национального союза кинематографистов Украины с 1974 года.

## Фильмография
- 1957 — Дорогой ценой
- 1957 — Штепсель женит Тарапуньку
- 1959 — Это было весной
- 1960 — Летающий корабль
- 1961 — С днём рождения
- 1963 — Стёжки-дорожки
- 1965 — Гибель эскадры
- 1967 — Берег надежды
- 1969 — Почтовый роман
- 1970 — Белая птица с чёрной отметиной
- 1972 — Наперекор всему
- 1974 — Поцелуй Чаниты
- 1974 — Земные и небесные приключения
- 1975 — Белый башлык
- 1975 — Я больше не буду
- 1975 — Среди лета
- 1976 — Не плачь, девчонка
- 1977 — Приглашение к танцу
- 1978 — Накануне премьеры
- 1980 — Странный отпуск
- 1982 — Инспектор Лосев

## Семья
- Сын — Сергей Вачи